# Vízcsepp Mester
A Vízcsepp Mester (eredeti cím: Master Raindrop) ausztrál–új-zélandi-szingapúri televíziós 3D-s számítógépes animációs sorozat. Ausztráliában a Seven Network tűzte műsorra, Magyarországon a Minimax adta le.

## Ismertető
Bu tábornok, a főellenség 12 évvel ezelőtt elpusztította az Aranysárkányt, az Ezerlegenda országának védelmezőjét, amely 5 elemre hullott szét.
Az elemek küldetése, hogy felébresszék a sárkányt, és visszaállítsák a békét. Yun mestert – aki a legtöbbet tud minderről – a tábornok elfogja, így Vízcsepp – a víz elem – és Shao Yen – akiről később kiderül, hogy ő a faelem – elindulnak, hogy a sárkányszem segítségével – mely mutatja az utat – megkeressék a többi elemet. A legtöbb részben az elemek küzdenek Bu gonosz ármánykodásai ellen, akinek fő célja, hogy megakadályozza az Aranysárkány "felkeltését". A történet végén Flamo, a tűz elem – ki eddig a tábornok oldalán állt – is csatlakozik a többiekhez a küldetésben.
A mese végén az elemeknek sikerül felébreszteniük a sárkányt, és Bu tábornok is elnyeri méltó büntetését.

## Szereplők
- Vízcsepp mester (Master Raindrop) – A sorozat főhőse, akinek céljai, hogy megmentse a mestert és megvédje a földet. Ő a víz elem.
- Shao Yen – Vízcsepp Mester barátja, aki segít neki a céljaiban. Ő a fa elem
- Yun mester (Master Yun) – A mesterük, akit meg kell menteniük.
- Bu tábornok – A gonosz terra hadseregétől meg kell védeniük a földet.
- Flamo –  A tűz elem aki az elején még gonosz, felgyújt egy iskolát, majd harcol a tábornokkal, nehéz rávenni hogy harcoljon az elemekkel.
- Gülü – Egy csiga, aki igen buta, Flamo társa, lehet hogy ő is megjavul.
- Jin Huo – Ő a fém elem, aki mágneses, mindig van olyan tárgya amire szüksége van, egy majom.
- Niwa – A föld elem akinek fontos szerepe van, mindig hallja a földet, és a földben él.
- Jade hercegnő (Princess Jade) – Az ásványok hercegnője, aki zöld színű és koronás hercegnő. Először azt hiszik, hogy ő a föld elem.
- Hold hercegnő (Csenger) (Princess Moon) – A hold hercegnője, aki egy rózsát visel fejdíszként. Neve: Cseng-er.
- Legyező tündér – Démonbikakirály neje, aki egy legyezőt hord fejdíszként.
- Rosszcsont – Démonbikakirály és Legyező tündér fia! Egy igen bátor fiú! A 25.részben kiszabadítja apját Bu tábornok börtönéből!
- Démonbikakirály – A Legyező tündér felesége, aki segít az elemeknek hogy felébresszék az aranysárkányt!
- Linming – Piros ruhás falusi lány, aki megmenti a nagymamáját.
- Lingling – Rózsaszínű ruhás falusi lány, aki egy fiúval házasságot köt.

## Magyar hangok
- Kossuth Gábor – Vízcsepp mester
- Harsányi Gábor – Yun mester
- Epres Attila – Bu tábornok
- Pikali Gerda – Shao Yen
- Galbenisz Tomasz – Jin Hou
- Bertalan Ágnes – Niwa
- Boros Zoltán – Flamo
- Sótonyi Gábor – Gülü
- Illyés Mari – Bu mamája
- Kökényessy Ági – Hold istennő
- Presits Tamás – Repülő varangy

További magyar hangok: Andresz Kati, Beratin Gábor, Bolla Róbert, Csuha Bori, Csuha Lajos, Előd Botond, Farkasinszky Edit, Gruiz Anikó, Háda János, Halász Aranka, Hamvas Dániel, Izsóf Vilmos, Kajtár Róbert, Kelemen Kata, Kisfalusi Lehel, Láng Balázs, Lázár Erika, Martin Adél, Németh Kriszta, Ősi Ildikó, Papucsek Vilmos, Péter Richárd, Sánta Annamária, Szatmári Attila, Talmács Márta, Ungvári Gergely, Vári Attila

## Epizódok
| #   | Magyar cím    | Eredeti cím    | Magyar premier | Eredeti premier |
| --- | ------------- | -------------- | -------------- | --------------- |
| 1.  | Bátorság      | Courage        |                |                 |
| 2.  | Hűség         | Loyalty        |                |                 |
| 3.  | Alázat        | Humility       |                |                 |
| 4.  | Helytállás    | Commitment     |                |                 |
| 5.  | Hit           | Faith          |                |                 |
| 6.  | Együttműködés | Co-Operation   |                |                 |
| 7.  | Becsület      | Honour         |                |                 |
| 8.  | Törődés       | Caring         |                |                 |
| 9.  | Elszántság    | Determination  |                |                 |
| 10. | Találékonyság | Creativity     |                |                 |
| 11. | Önmérséklet   | Moderation     |                |                 |
| 12. | Megbocsátás   | Forgiveness    |                |                 |
| 13. | Türelem       | Patience       |                |                 |
| 14. | Álomország    | Acceptance     |                |                 |
| 15. | A zálog       | Caution        |                |                 |
| 16. | Őszinteség    | Honesty        |                |                 |
| 17. | Barátság      | Friendship     |                |                 |
| 18. | Nyíltság      | Sincerity      |                |                 |
| 19. | Összefogás    | Integrity      |                |                 |
| 20. | Új erő        | Perseverance   |                |                 |
| 21. | Csapatszellem | Focus          |                |                 |
| 22. | Felelősség    | Responsibility |                |                 |
| 23. | Rugalmasság   | Flexibility    |                |                 |
| 24. | A hasonmás    | Originality    |                |                 |
| 25. | Bizalom       | Trust          |                |                 |
| 26. | Bölcsesség    | Wisdom         |                |                 |